# Museo Mitre

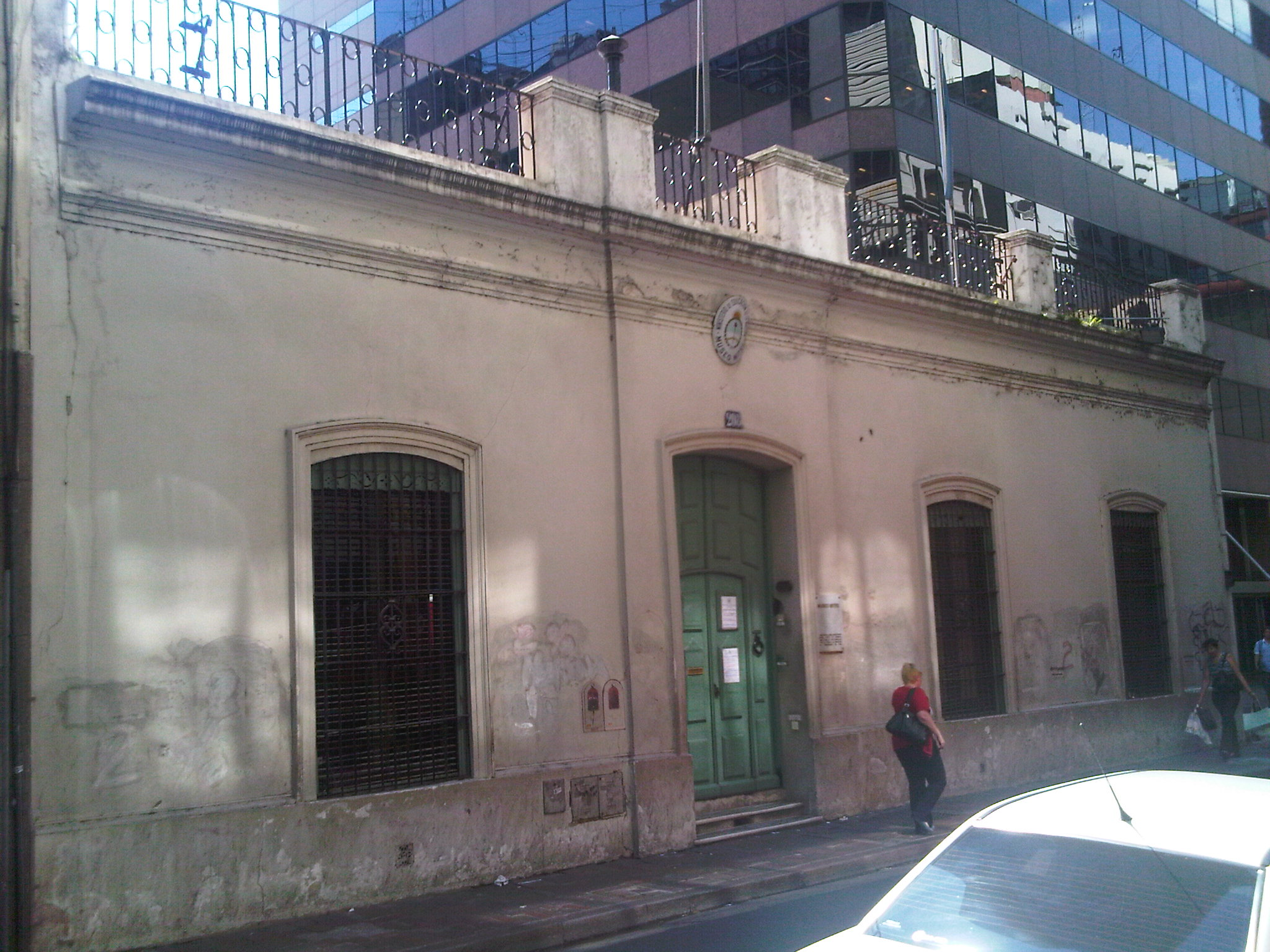
Fassade des Museo Mitre

Das Museo Mitre (deutsch: Mitre-Museum) ist ein Museum in der argentinischen Hauptstadt Buenos Aires. Es befindet sich an der Calle San Martín 336, im Stadtteil San Nicolás. 
Das Museum wurde 1907 eröffnet und ist dem ehemaligen Staatspräsidenten Bartolomé Mitre gewidmet. Das Haus selber datiert von 1785 und diente Mitre von 1860 bis 1909 als Wohnsitz.
Neben den Objekten der ständigen Sammlung bzw. der Sonderausstellungen gibt es ein Archiv, eine  historische Landkartensammlung, eine Bibliothek, eine Medaillensammlung und eine numismatische Sammlung.